# Claudine de Culam
Claudine de Culam (Rozay-en-Brie, Île-de-France, 1585 - ídem, 1601) fou una jove francesa, sentenciada a l'execució a la forca i després cremada al costat del gos amb el qual va mantenir relacions sexuals (zoofília). És la primera referència d'un cas de pena de mort per aquest motiu.

## Procés criminal a Claudine de Culam
Aquest relat de fets està basat en la sentència que va dictar el Parlament el 15 d'octubre de 1601.

## Acusació i declaració de Claudine
El dimarts
 7 de setembre de 1601, a instàncies de la querella presentada pel procurador fiscal de Rozay-en-Brie, el jutge i l'alcalde d'aquesta localitat, van fer comparèixer davant ells a l'acusada que es va negar a presentar-se voluntàriament, pel que va haver de ser conduïda pels agents del tribunal. L'acusació formal era la de cohabitació carnal amb un gos.
Interrogada sobre el seu nom, edat i ocupació, va dir que es deia Claudine de Culam, que tenia 16 anys i que treballava com a criada a casa del prior de Revecourt, al servei de la qual estava des de feia quatre anys. Aleshores li van demanar si havia tingut còpula carnal amb un gos blanc amb taques negres, que li va ser mostrat, va respondre que no sabia el que volia dir això, després de la qual cosa va ser duta a presó.

## Prova testifical
El dimecres 15 de setembre van comparèixer els testimonis que acusaven la criada Claudine, els quals, després de jurar dir la veritat, van manifestar el següent: 
El primer testimoni, David Bonamy, hostaler d'aquesta ciutat, va dir que el dia de la festa de Sant Lluís, va estar de visita a casa del prior de Revecourt, en passar pel pati va veure la criada en copulació carnal amb el gos blanc, però que no atrevint-se a dir res al prior va parlar només amb Jeanne Dubois, vídua de Culam, que no va voler creure-se'l, i va afirmar que la seva filla era massa seriosa i innocent per a fer allò, i que segurament estava equivocat.
El segon testimoni, Marie Neufbois, esposa de Mathieu Gourdim, ferrer, va declarar que havia vist a la fi d'agost passat Claudine jugant i acariciant entre les potes del darrere d'una manera indecent al gos blanc i que ella mateixa li havia retret la seva actitud.
El tercer testimoni, Nicolas Perrautelle, criat del prior, va declarar que el dia 1 de setembre, en entrar al saló del senyor prior, havia trobat Claudine ajaguda al seu jaç de repòs, i que el gos estava damunt d'ella. Però que en entrar al saló, Claudine va enretirar el gos i va abaixar-se les faldilles. El gos continuava insistint i tractant d'aixecar amb el musell les faldilles de Claudine, i Nicolas, acostant-se a l'animal, li va clavar una puntada de peu, del cop l'animal va marxar udulant i coixejant, el que va fer que Claudine li cridés: "Per quina raó colpeja el meu gos i es fica en els meus assumptes?!". Després d'això, Nicolas, li va respondre que era vergonyós que es deixés fer aquestes coses tan indecents sobretot tractant-se d'un gos.
El divendres dia 17 de setembre va comparèixer davant el tribunal Jeanne Dubois, vídua de Culam, veïna de Rozay, la qual, després de fer l'oportú jurament, va declarar que la seva filla Claudine, era innocent, senzilla i sense malícia, i que era l'enveja el que havia mogut als testimonis que van declarar contra ella, i respecte al que va dir Nicolas Perrautelle, tot el personal a casa del senyor Prior sabien que ell estava enamorat de Claudine però que aquesta no havia volgut escoltar-li mai. Després d'això, Jeanne va requerir al tribunal perquè la seva filla fos estudiada per unes llevadores i que informessin del que en veritat havia passat.

## Prova pericial i confessió
L'ordre del tribunal va ser donada a la llevadora Jeanne L. Picarde, vídua de Thomas Brehault, que acompanyada per Genevieve, esposa de André Girard, el apotecari, i de Guillemeutte, esposa de Michel F., cirurgià, va ser donada el dia 21 de setembre, a fi que examinés a la Claudine i informessin després als jutges sobre el resultat d'aquest.
El testimoniatge de les tres dones, després d'haver prestat jurament de dir la veritat, va anar que elles pensaven visitar a Claudine en una sala que aquesta, en la qual va ser conduïda juntament amb el gos blanc, amb el qual estava acusada d'haver copulat carnalment, però que després d'haver despullat a Claudine per a comprovar si havia cohabitat amb un mascle, el gos va saltar sobre ella i va intentar conèixer-la carnalment, així es va confirmar que van mantenir relacions sexuals, i que "novament hagués existit en aquest moment un nou acoblament de no haver actuat per a evitar-lo", després de la qual cosa, les tres dones van fer que Claudine es vestís i van redactar el seu informe segons la veritat i la seva consciència.
Duta el dia 22 d'octubre a presència dels seus jutges i després d'haver-li llegit les declaracions dels testimonis i l'informe de les tres llevadores, l'acusada es va posar de genolls i va confessar haver tingut cohabitació carnal amb el gos i que mereixia ser castigada, afegint tan bon punt estava embarassada de tres mesos i que pregava al tribunal s'ajornés el judici i l'execució fins que hagués donat a llum, després de la qual cosa els jutges van enviar a l'acusada a la presó atenent a les conclusions del procurador fiscal.

## Resolució
Ordenat pel tribunal el reconeixement de Claudine per les tres matrones per a determinar si era cert el seu estat d'embaràs, l'informe va ser negatiu, addicionant en el seu informe que mai havien vist una vulva tan maltractada com aquesta. Després de la qual cosa l'acusada va ser condemnada culpable, convicta i confessa, del delicte d'haver cohabitat carnalment amb el gos, i la sentència va anar que seria escanyada i cremada viva en la gran plaça de la vila de Rognon, i les seves cendres llançades al vent. A més, es confiscarien els seus béns personals en profit de qui li pertanyés, deduint, no obstant això, la suma de deu lliures de multa per al rei, i aquesta sentència es va dictar el 4 d'octubre de 1601.
La cort del Parlament va rectificar la sentència en el sentit que Claudine, convicta i confessa del delicte de bestialisme realitzat amb el seu gos, seria penjada en el cadafal de la gran plaça de Rognon, juntament amb el gos, i que els cadàvers dels dos serien després llançats al foc per a ser llançats després les seves cendres, perquè no quedés cap rastre possible d'aquestes corregudes i així no ser recordades per la humanitat els seus monstruosos actes.